# سن-اکتاو-دو-متیس، کبک
سَن-اُکتاو-دو-مِتیس (به فرانسوی: Saint-Octave-de-Métis) قصبه‌ای در منطقه شهری لا میتیس ناحیه با-سن-لوران در استان کبک کانادا است. در سرشماری سال ۲۰۱۱ این قصبه ۵۲۰ نفر جمعیت داشته‌است و مساحت آن ۷۴٫۶۳ کیلومتر مربع است.